# Yến mào phao câu xám
Yến mào phao câu xám, tên khoa học Hemiprocne longipennis, là một loài chim trong họ Hemiprocnidae.